# Геловінтаун 3
Геловінтаун 3 (англ. Halloweentown High; також відомий як Місто Геловін 3 і Школа Геловінтауна) — оригінальний телефільм Disney Channel, прем'єра якого відбулася 8 жовтня 2004 року на американській версії каналу. Вихід фільму був приурочений до святкування чергового Хелловіна в 2004 році. Це останній фільм в серії, в якому Кімберлі Браун з'явилася в ролі Марні Пайпер, а Емілі Реске — в ролі Софі (та й то, лише як камео).

## В ролях
| Актор               | Рід           | Вид         |
| ------------------- | ------------- | ----------- |
| Кімберлі Браун      | Марні Пайпер  | Відьма      |
| Деббі Рейнольдс     | Аггі Кромвелл | Відьма      |
| Джудіт Хоаг         | Гвен Пайпер   | Відьма      |
| Джої Зіммерман      | Ділан Пайпер  | Чоловік     |
| Емілі Реске         | Софі Пайпер   | Відьма      |
| Фін Уиттрок         | Коді          | Чоловік     |
| Кліфтон Девіс       | Філ           | чоловік     |
| Еліана Рейс         | Кессі         | Відьма      |
| Майкл Флінн         | Едгар Делоуей | Чаклун      |
| Лукас Грейбил       | Ітан Дэелоуей | Чаклун      |
| Олеся Рулін         | Наталі        | Троль       |
| Майкл Тодд Шварцман | Піт           | Перевертень |
| Клейтон Тейлор      | Честор        | Огр         |
| Боб Лануе           | Боббі         | Гремлін     |